# Wataru Hashimoto
Wataru Hashimoto (japanisch 橋本 和 Hashimoto Wataru; * 14. September 1986 in der Präfektur Shiga) ist ein japanischer Fußballspieler.

## Karriere
Hashimoto begann das Fußballspielen in der Universitätsmannschaft der Osaka University of Health and Sport Sciences. Seinen ersten Vertrag unterschrieb er 2009 bei Kashiwa Reysol. Der Verein spielte in der ersten japanischen Liga, der J1 League. Am Ende der Saison 2009 stieg der Verein in die zweite Liga ab. 2010 wurde er mit dem Verein Meister der zweiten Lia und stieg wieder in die erste Liga auf. Mit dem Verein wurde er 2011 japanischer Meister. 2012 gewann er mit dem Verein den Kaiserpokal. Ein Jahr später gewann er mit dem Verein den J.League Cup. Für den Verein absolvierte er 135 Ligaspiele. 2015 wechselte er zum Ligakonkurrenten Urawa Reds. Für die Urawa Reds absolvierte er sieben Erstligaspiele. Im Juli 2016 wechselte er zum Ligakonkurrenten Vissel Kobe. Für den Verein absolvierte er 45 Erstligaspiele. 2020 wechselte er zum Drittligisten FC Gifu.

## Erfolge
Kashiwa Reysol
- J1 League: 2011

- J. League Cup: 2013

- Kaiserpokal: 2012

- Japanischer Supercup: 2012

Urawa Reds
- J1 League: 2016 (Vizemeister)

- J. League Cup: 2016

- Kaiserpokal: 2015 (Finalist)